# ميبارترايسين
ميبارترايسين (بالإنجليزية: Mepartricin)‏ هو ماكروليد بوليين مركب مفيد للمسالك البولية والبروستاتا والمثانة. وقد درس لاستخدامه في علاج متلازمة آلام الحوض المزمنة وتضخم البروستاتا الحميد.

## الدوائية
ميبارترايسين هو هرمون مانع لأعادة الامتصاص قد يتداخل مع إعادة امتصاص الإستروجين في القناة الهضمية مما يؤدي إلى زيادة إفراز هرمون الإستروجين. وهو يقلل من تركيز استراديول 17 بيتا في الدوران المعوي الكبدي ويخفض مستويات هرمون الإستروجين في البروستاتا. تأثيره على إعادة امتصاص الإستروجين تم تقييمها في الدراسات في المختبر وفي الجسم الحي.
ميبارترايسين يحسن بشكل كبير من آلام الحوض ونوعية الحياة بعد شهرين من العلاج. فيما يتعلق بنظرية الاضطرابات الهرمونية يمكن أن يعزز التهاب البروستاتا. ميبارترايسين يمكن أن يقلل من مستويات هرمون الإستروجين في البروستاتا، وهو دواء فعال في علاج المرضى الذين يعانون من متلازمة آلام الحوض المزمنة، وهو المشار إليه في تحديثات مجلة عالم الصيدلة 2015 على أنه من علاجات التهاب البروستاتا المزمن/متلازمة آلام الحوض المزمنة.